# Huryny (obwód brzeski)
Huryny (biał. Гурыны, Huryny; ros. Гурины, Guriny) – wieś na Białorusi, w obwodzie brzeskim, w rejonie kamienieckim, w sielsowiecie Rzeczyca, przy drodze republikańskiej R98, w pobliżu granic Parku Narodowego „Puszcza Białowieska”.

## Historia
W XIX i w początkach XX w. położone były w Rosji, w guberni grodzieńskiej, w powiecie prużańskim, w gminie Horodeczno.
W dwudziestoleciu międzywojennym leżały w Polsce, w województwie poleskim, w powiecie prużańskim, w gminie Horodeczno. W 1921 miejscowość liczyła 107 mieszkańców, zamieszkałych w 26 budynkach, w tym 99 Białorusinów i 8 Polaków. Wszyscy mieszkańcy byli wyznania prawosławnego.
Po II wojnie światowej w granicach Związku Sowieckiego. Od 1991 w niepodległej Białorusi.